# Nicola Formichetti

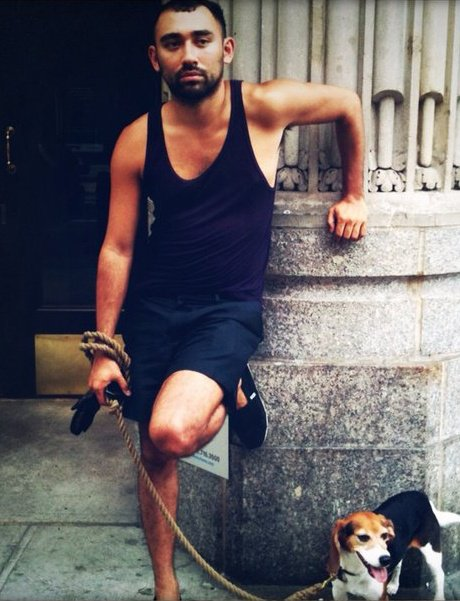
Retrat de Nicola Formichetti.

Nicola Formichetti (Japó, 31 de maig de 1977) és el Director de Moda de Uniqlo, i de Vogue Hommes Japan fins a la tardor de 2012, quan la revista es va encartar en GQ Style. Més conegut per haver estat Director de Moda de la House of Gaga i estilista de l'artista. De mare japonesa, pare italià i japonès de naixement, va créixer en aquests dos països i va adquirir un estil únic i eclèctic als seus dissenys amb influències orientals i occidentals que mostra a les seves col·leccions.

## Carrera
Nicola es mou entre les ciutats Londres, Tòquio i Nova York i va contribuir amb nombroses revistes de moda com V, V Man, Another i Another Man, a més d'assessorar en marketing, estratègies de negocis o com estilista a marques prestigioses com Dolce & Gabbana, Alexander McQueen, Missoni, Iceberg, Gareth Pug, Nike, Puma o H&M.
Constantment creant lo fresc i no convencional, ha construït una trajectòria com una de les més inventives i imaginatives del món de la moda. Nicola és el primer estilista per prendre el comandament d'una casa de moda, ha revolucionat tot des-de botigues a revistes per marques importants de roba per a mitjans de comunicació i va crear algunes de les imatges més polèmiques i memorables de la dècada tant en grans revistes de moda, com a l'instagram o al tumblr. Potser, el defensor més gran de la indústria dels mitjans de comunicació digitals i veus creatives emergents, Nicola ha creat una conversa constant i continua entre la moda institucionalitzada i l'aguda i creativa generació mil·lenària, descobrint nombrosos talents joves i creant màgia a través de col·laboracions amb aquells que ell descobreix.

### Mugler
Nicola Formichetti va ser anomenat com a director creatiu de la casa francesa de moda Thierry Mugler i va presentar la seva primera col·lecció per tardor/hivern 2011, on va supervisar dos nous dissenyadors, Sebastien Peigne per womenwear i Romain Kremer per menswear.
"Thierry mugler és el poder del glamour i anar directe al futur" diu Formichetti "Ha sigut un deu per successives generacions en la indústria de la moda. Va fusionar pop i alta moda i va combinar fantasía amb realitat. el meu acostament és personal i sempre molt eclèctic. M'agradaria trobar nous camins per una marca de luxe tal com Thierry Mugler i fer al·lucinar a la gent.
"Hem estat buscant un talent jove qui realment pogués portar energia a la marca" Joel Palix, director general de la Mugler company, diu WWD. "Nicola és multicultural, techno-expert, implicat en moda, comunicació, imatge i entreteniment. ell i els dissenyadors designats representaran una nova direcció per a la moda francesa.

## Diesel
El dissenyador va esdevenir Director Creatiu de Thierry Mugler el setembre del 2010, fins a l'abril del 2013 a la mateixa vegada que era Director de Moda de la House of Gaga des de 2009 fins al 2012, càrrec que deixà per falta de temps i energia per les constants necessitats de l'artista Lady Gaga. Després d'això començà a la Diesel com a Director Artístic, amb funcions de responsable de producte, marketing i comunicació, que va deixar en 2017.

## Nicopanda
Amb el seu germà Andrea Formichetti van crear una línia anomenada Nicopanda basada en el dibuix d'un panda que s'assembla a Nicola i és que els seus amics, l'anomenaven Nico Panda per ser mig asiàtic i per la seva aparença de gosset quan portava barba i era "rodanxó".